# Surprise Surprise (Britse tv-serie)
Surprise Surprise is een Brits entertainmentprogramma dat werd uitgezonden op ITV. De serie liep oorspronkelijk van 6 mei 1984 tot 26 december 2001 en werd gepresenteerd door Cilla Black. Een heruitzending van de show vond plaats van 21 oktober 2012 tot 26 juli 2015 met Holly Willoughby als presentatrice.